# Mykola Dovhan
Mykola Anatoliyovich Dovhan (en ukrainien, Микола Анатолійович Довгань), né le 15 juillet 1955, est un rameur ukrainien concourant pour l'Union soviétique.
Lors des Jeux olympiques de 1976, il termine 5e du skiff. Lors des Jeux suivants en 1980, il remporte la médaille d'argent dans le quatre de couple.